# Maartje van Putten
Dr. Maria Jeanette Anna (Maartje) van Putten (Bussum, 5 juli 1951) is een Nederlands politicus.

## Leven en werk
Na haar opleiding aan de sociale academie van Amsterdam was Van Putten onder meer journalist bij de Haagse Post en stafmedewerker bij de Evert Vermeer Stichting. Van 1989 tot 1999 was zij namens de PvdA lid van het Europees Parlement, waar zij zich onder meer inzette voor de bescherming van natuur en milieu in ontwikkelingslanden. Nadien bekleedde zij de functie van ombudsvrouw bij de Wereldbank. In 2006 promoveerde zij bij de Universiteit van Tilburg en de McGill University Montreal tot doctor in de economie. Haar proefschrift handelde over verantwoordingsmechanismen voor multilaterale en private financiële organisaties. Zij is sinds 2007 lid van het onafhankelijke Inspectie Panel van de Afrikaanse Ontwikkelingsbank. Zij is tevens bestuursvoorzitter van Global Accountability en bestuurslid bij de Vereniging van Beleggers voor Duurzame Ontwikkeling.
Van Putten was medeoprichtster en voorzitter van de Stop de Kindermoord en medeoprichtster van de Enige Nederlandse Fietsers Bond.